# Zumstein-Katalog

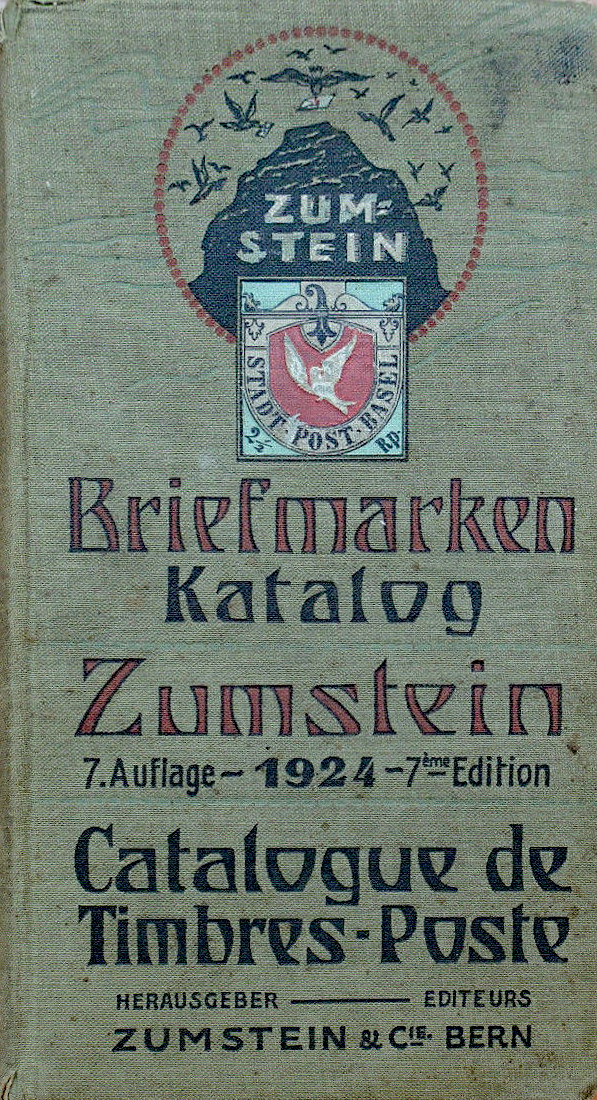
1924 Briefmarken Katalog: Auflage 7

Die Zumstein-Kataloge sind Briefmarkenkataloge aus der Schweiz, die internationalen Ruf genießen. Sie erscheinen regelmäßig seit dem Beginn des 20. Jahrhunderts und gelten als wichtiges Nachschlagewerk unter Schweizer Philatelisten.
Die Zumstein-Kataloge werden von der Schweizer Firma Zumstein & Cie aus Bern ausgegeben. Zu ihrem Ausgabeprogramm zählen Briefmarkenkataloge über Schweizer Briefmarkenausgaben sowie die Kataloge „Europa West“ und „Europa Ost“. Diese Briefmarkenkataloge werden jährlich überarbeitet und ergänzt. Die Kataloge „Europa West“ und „Europa Ost“ wurden bereits 1995 eingestellt.
Die Zumstein-Kataloge gehen auf den Philatelisten Ernst Zumstein (1880–1918) zurück. Dieser gründete 1905 die Briefmarkenhandlung Zumstein und gab ab 1907 die Zeitschrift Philatelistische Börsennachrichten heraus. Diese erscheint, seit 1915 unter dem Namen Berner Briefmarken-Zeitung, noch heute. Zwei Jahre später, im Jahre 1909, erschien schließlich erstmals ein Schweiz-Spezialkatalog von Ernst Zumstein. Dies war der Beginn der Geschichte der Zumstein-Kataloge.
Die Zumstein-Kataloge erscheinen zweisprachig auf Deutsch und Französisch. 